# 米德爾頓特拉克特 (加利福尼亞州)
米德爾頓特拉克特（英語：Middleton Tract）是位於美國加利福尼亞州聖馬刁縣的一個非建制地區。該地的面積和人口皆未知。

## 地理
米德爾頓特拉克特的座標為37°16′13″N 122°12′37″W / 37.27028°N 122.21028°W，而該地的平均海拔高度為610米（即2000英尺）。